# جوستابو أدولفو بيكر
كان غوستافو أدولفو كلاوديو دومينغيز باستيدا (17 فبراير 1836 - 22 ديسمبر 1870)، المعروف باسم غوستافو أدولفو بيكير (النطق الإسباني: [ɡusˈtaβo aˈðolfo ˈβekeɾ]) شاعرًا وكاتبًا رومانسيًا إسبانيًا (قصصًا قصيرة في الغالب)، وكان أيضًا كاتبًا مسرحيًا، كاتب عمود أدبي ، وموهوب في الرسم. يعتبر اليوم أحد أهم الشخصيات في الأدب الإسباني، ويعتبره البعض أكثر الكتاب قراءة بعد ميغيل دي سرفانتس. تبنى الاسم المستعار لبيكير كما فعل أخوه فاليريانو بيكير، الرسام، في وقت سابق. ارتبط بالحركات الرومانسية وما بعد الرومانسية وكتب بينما كانت الواقعية تتمتع بالنجاح في إسبانيا. كان معروفًا بشكل معتدل خلال حياته، لكن بعد وفاته نُشرت معظم أعماله. أشهر أعماله هي القوافي والأساطير، وعادة ما يتم نشرها معًا باسم Rimas y leyendas. هذه القصائد والحكايات ضرورية لدراسة الأدب الإسباني والقراءة المشتركة لطلاب المدارس الثانوية في البلدان الناطقة بالإسبانية.
اقتربت أعماله من الشعر والموضوعات التقليدية بطريقة حديثة، ويعتبر مؤسس القصائد الغنائية الإسبانية الحديثة. يمكن الشعور بتأثير بيكير على شعراء اللغة الإسبانية في القرن العشرين في أعمال لويس سيرنودا وأوكتافيو باز وجيانينا براشي وأنطونيو ماتشادو وخوان رامون خيمينيز . تأثر بيكير نفسه - بشكل مباشر وغير مباشر - بسرفانتس وشكسبير  وغوته  وهاينريش هاينه .

## حياته
وُلد غوستافو أدولفو بيكير عام 1836 بالاسم الأخير دومينغيز باستيدا، لكنه اختار الاسم الأخير الثاني لوالده الفلمنكي باسم بيكير، كما كانت العائلة معروفة في جميع أنحاء المدينة. كان والده، خوسيه دومينجيز بيكير، الذي ينحدر من عائلة فلمنكية في الأصل تأسست في العاصمة الأندلسية في القرن السادس عشر والتي تحظى باحترام كبير في المدينة، رسامًا ذا سمعة طيبة نسبيًا في بلدته الأصلية. تم البحث عن لوحاته، خاصة بين السياح الذين يزورون المنطقة. كان لدى خوسيه موهبة كبيرة، وقد أثر ذلك بشكل كبير على الشاب غوستافو، الذي أظهر حبًا للرسم وقدرة فطرية على الرسم والرسم في سن مبكرة. كان موهوبًا جدًا، واستمر في الرسم طوال حياته، على الرغم من أن ذلك لم يكن أبدًا محور اهتمامه الرئيسي.
تُرك بيكير يتيمًا في سن مبكرة: فقد والده في سن الخامسة، ووالدته بعد 6 سنوات فقط. بدأ Young Gustavo تعليمه في مدرسة San Antonio Abad، حتى تم قبوله كطالب في مدرسة San Telmo في عام 1846، وهي مؤسسة بحرية. كان في تلك المدرسة حيث التقى نارسيسو كامبيلو، الذي أقام معه صداقة قوية. كان أيضًا مع Campillo الذي بدأ Bécquer في إظهار مهنته الأدبية، حيث بدأ الصبيان في الكتابة أثناء مشاركة الوقت في San Telmo. بعد عام، تم إغلاق المدرسة بأمر ملكي. ثم استقبل عمهم دون خوان دي فارغاس جوستافو وإخوته وإخوته، حيث اعتنى بالأطفال كما لو كانوا أطفاله. بعد فترة وجيزة، واصل غوستافو العيش مع عرابته، دونا مانويلا موناهاي، التي وفرت مكتبتها الواسعة لشاب بيكير ساعات طويلة من الترفيه، وهو ما سمحت به دونا مانويلا بكل سرور. خلال هذه الفترة، يتذكر كامبيلو أن الشاعر بالكاد غادر منزل عرابته، حيث أمضى ساعات في التهام مجلدات مكتبتها. دعمت عرابة غوستافو، وهي شخص متعلم جيدًا وميسرة أيضًا، شغفه بدراسة الفنون والتاريخ. ومع ذلك، أرادت أن يحصل جوستافو على مهنة، لذلك في عام 1850 تم قبوله كطالب في استوديو دون أنطونيو كابرال بيخارانو، في مدرسة سانتا إيزابيل دي هانجريا. عمل Gustavo في الاستوديو لمدة عامين فقط، عندما انتقل إلى استوديو عمه Joaquin واستمر في تطوير مهاراته جنبًا إلى جنب مع شقيقه Valeriano، الذي كان يدرس هناك بالفعل. أصبح جوستافو وفاليريانو من هذه النقطة صديقين حميمين للغاية، وكلاهما أثر على بعضهما البعض بشكل كبير طوال حياتهما. كما درس لوتشيانو، شقيق آخر للشاعر، معهم خلال هذه الفترة. دراسة فن الرسم لم تصرف انتباه جوستافو عن شغفه بالشعر. علاوة على ذلك، دفع عمه خواكين تكاليف دروس اللغة اللاتينية، الأمر الذي جعله أقرب إلى حبيبته هوراس، أحد أوائل مؤثراته. لاحظ جواكين أيضًا الكفاءة الكبيرة لابن أخيه للكلمات، وشجعه على متابعة الكتابة كمهنة، على عكس تصميمات دونيا مانويلا، التي كان جوستافو لا يزال يعيش معها في ذلك الوقت.
في عام 1853، في سن السابعة عشرة، انتقل إلى مدريد لمتابعة حلمه في صنع اسم لنفسه كشاعر. جنبا إلى جنب مع أصدقائه نارسيسو كامبيلو وجوليو نومبيلا، وكلاهما من الشعراء، كانا يحلمان بالانتقال إلى مدريد معًا وبيع شعرهما مقابل أموال جيدة، على الرغم من أن الواقع أثبت أنه مختلف تمامًا. كان نومبيلا أول من غادر إلى مدريد في ذلك العام مع عائلته. بعد مجادلات طويلة حول الرحلة مع دونا مانويلا، التي قاومت الفكرة، غادر بيكير أخيرًا إلى مدريد في أكتوبر من نفس العام، وحيدًا وفقيرًا للغاية، باستثناء القليل من المال الذي قدمه له عمه. الصديق الثالث، كامبيلو، لم يغادر إشبيلية إلا بعد فترة.

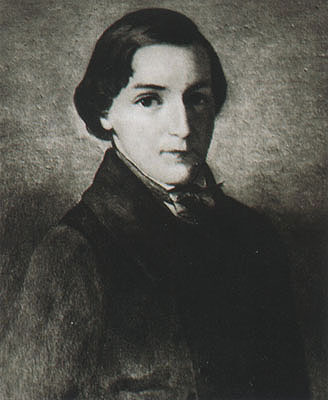
بيكير في التاسعة عشر

لم تكن الحياة في مدريد سهلة للشاعر. حلم الثروة الذي وجه خطواته نحو المدينة استبدل بواقع الفقر وخيبة الأمل. وسرعان ما انضم إلى الصديقين لويس غارسيا لونا، وهو أيضًا شاعر من إشبيلية، والذي كان يشاركه نفس أحلام العظمة. بدأ الثلاثة في الكتابة ومحاولة التعريف بأنفسهم كمؤلفين، دون أن يحالفهم الحظ. بيكير، الوحيد من بين الثلاثة الذين ليس لديهم عمل حقيقي ودخل ثابت، ذهب للعيش مع أحد معارف لونا، دونا سوليداد. بعد عام، في عام 1854، انتقل إلى توليدو مع شقيقه فاليريانو، وهو مكان جميل تمكن فيه من كتابة كتابه: "تاريخ المعابد الإسبانية". كان الشاعر مهتمًا باللورد بايرون و "الألحان العبرية" أو "Heine del Intermezzo" بمساعدة Eulogio Florentino في الترجمة.
توفي الشاعر في 22 ديسمبر 1870 من مرض السل، وهو مرض يعرف باسم "المرض الرومانسي" بسبب انتشاره خلال الفترة الرومانسية في إسبانيا. قبل أن يقتل هذا المرض المأساوي حياته، طلب بيكير من صديقه العزيز، أوجوستو فيران، وهو شاعر أيضًا، أن يحرق كل رسائله وينشر قصائده بدلاً من ذلك، لأنه اعتقد أنه بمجرد وفاته، سيكون عمله أكثر قيمة. تم دفن جثته في مدريد، وبعد ذلك تم نقل جثته إلى إشبيلية مع أخيه.
بعد عدة محاولات تجارية فاشلة مع أصدقائه، قبل الكاتب أخيرًا وظيفة كاتب صحيفة صغيرة. ومع ذلك، لم يدم هذا طويلاً، وسرعان ما أصبح غوستافو عاطلاً عن العمل مرة أخرى. في ذلك الوقت، في عام 1855، وصل فاليريانو إلى مدريد، وذهب جوستافو للعيش مع شقيقه. لن يفترقوا أبدًا بعد ذلك.
بعد عدة محاولات فاشلة أخرى لنشر أعمالهم، بدأ بيكير ولونا العمل معًا في كتابة مسرحيات كوميدية للمسرح، كوسيلة لكسب العيش. استمر هذا التعاون حتى عام 1860. في ذلك الوقت، عمل بيكير بشكل مكثف على مشروعه المتأخر هيستوريا دي لوس تيمبلوس دي إسبانيا (تاريخ معابد إسبانيا)، والذي شهد المجلد الأول منه ضوء النهار في عام 1857. وخلال هذه الفترة أيضًا، التقى بالشاعر الكوبي الشاب رودريغيز كوريا، الذي سيلعب لاحقًا دورًا رئيسيًا في جمع أعماله للنشر بعد وفاته. في هذا الوقت تقريبًا، بين عامي 1857 و 1858، مرض بيكير، وترك لرعاية أخيه وأصدقائه. بعد فترة وجيزة، التقى بالصدفة بفتاة اسمها جوليا إسبين، وقع في حبها بعمق، وكانت أيضًا مصدر إلهام لكثير من شعره الرومانسي. هذا الحب، مع ذلك، كان بلا مقابل.
في عام 1861، التقى بيكير بكاستا إستيبان نافارو وتزوجها في مايو 1861. يُعتقد أن بيكير أقام علاقة حب مع فتاة أخرى تدعى إليسا جيلين قبل وقت قصير من الزواج، والذي يُعتقد أيضًا أنه تم تدبيره (إن لم يكن بالإكراه إلى حد ما)، من قبل والدي الفتاة. لم يكن الشاعر سعيدًا بالزواج، واغتنم أي فرصة ليتبع شقيقه فاليريانو في رحلاته المستمرة. بدأت كاستا في التعامل مع رجل كانت تربطها به علاقة قبل فترة وجيزة من الزواج من بيكير، وهو أمر تم إلقاء اللوم عليه لاحقًا على رحلات بيكير وقلة اهتمام معارف كاستا. كتب الشاعر القليل جدًا عن كاستا، لأن معظم إلهامه في هذا الوقت (كما هو الحال مع ريما LIII الشهيرة) جاء من مشاعره تجاه إليسا جيلين. كان لدى كاستا وجوستافو ثلاثة أطفال: جريجوريو جوستافو أدولفو وخورخي وإيميليو أوزيبيو. ربما كان الطفل الثالث ثمرة العلاقات خارج إطار الزواج لكاستا.
في عام 1865، توقف بيكير عن الكتابة للقسم الأدبي الغزير في صحيفة El Contemporáneo، حيث اكتسب شهرة أخيرًا ككاتب، وبدأ الكتابة لاثنين آخرين، El Museo Universal و Los Tiempos، وقد تم تأسيس هذا الأخير بعد حل El Contemporáneo . كان قد تم تعيينه أيضًا في منصب حكومي، مالي دي روايات (محامي مشرف للروايات والأدب المنشور) من قبل صديقه، الراعي والمحسن، مؤسس كل من صحيفتي El Contemporáneo و Los Tiempos، الرئيس السابق لإسبانيا، والوزير الإسباني آنذاك وزارة الداخلية، لويس غونزاليس برافو . كانت هذه وظيفة ذات أجر جيد، وقد استمر بها بيكير وأوقفه حتى عام 1868. من هذا المنصب الحكومي، تمكن من الحصول على معاش حكومي لأخيه فاليريانو كرسام فني من "الأزياء والتقاليد الشعبية الإقليمية الإسبانية". خلال هذه الفترة، ركز الشاعر على الانتهاء من مؤلفاته من قصائد ريماس (القوافي) و Libro de los gorriones (كتاب العصافير)، لذلك لم ينشر الكثير من أعماله. تم تسليم مخطوطة كاملة من قصائده لنشرها إلى لويس غونزاليس برافو، ( رئيس إسبانيا للمرة الثانية في عام 1868)، حيث قدم ذلك بدعم من بيكير، ولكن للأسف فقدها خلال الثورة السياسية عام 1868، والتي نفى الرئيس لويس غونزاليس برافو والملكة إيزابيلا الثانية ملكة إسبانيا على عجل إلى فرنسا. في هذا الوقت غادر الشاعر إسبانيا متوجهاً إلى باريس، رغم أنه عاد بعد فترة وجيزة. بحلول عام 1869، عاد الشاعر وشقيقه إلى مدريد معًا مع أبناء جوستافو. هنا، بدأ في إعادة كتابة الكتاب المفقود، بسبب نفيه المخلص لويس غونزاليس برافو إلى فرنسا في العام السابق. كان غوستافو، في ذلك الوقت، يعيش حياة بوهيمية، كما وصفها أصدقاؤه لاحقًا. بهدف وحيد هو وضع الخبز على الطاولة، عاد بيكير إلى الكتابة في El Museo global، ثم غادر ليتولى منصب المدير الأدبي لمجلة فنية جديدة تسمى La ilustración de Madrid . تعاون Valeriano أيضًا مع هذا المشروع. تألفت منشورات غوستافو في هذه المجلة في الغالب من نصوص قصيرة لمرافقة الرسوم التوضيحية لأخيه. في هذا الوقت تقريبًا، بين عامي 1868 و 1869، نشر الأخوان كتابًا من الرسوم التوضيحية الساخرة والإثارة تحت اسم مستعار، والذي انتقد بطريقة فكاهية حياة الملوك في إسبانيا، يُدعى Los Borbones en pelotas .

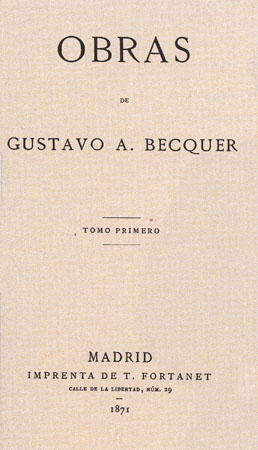
بيكر : صفحة عنوان "الأعمال الكاملة" (1871)، الطبعة الأولى

في عام 1870، مرض فاليريانو وتوفي في 23 سبتمبر. كان لهذا تأثير رهيب على جوستافو، الذي عانى من اكتئاب شديد نتيجة لذلك. بعد نشر بعض الأعمال القصيرة في المجلة، أصيب الشاعر أيضًا بمرض خطير وتوفي في فقر في مدريد، في 22 ديسمبر، بعد ثلاثة أشهر تقريبًا من شقيقه الحبيب. سبب الوفاة محل نقاش: بينما وصف أصدقاؤه أعراض مرض السل الرئوي، تشير دراسة لاحقة إلى أنه ربما مات بسبب مضاعفات الكبد. يُقال إن بعض كلماته الأخيرة هي "Acordaos de mis niños" ("تذكر - لا تنسوا - أولادي". )
في حكايات نثرية مثل El Rayo de Luna و El Beso و La Rosa de Pasión، يتأثر بيكير بشكل واضح بإيتا هوفمان، وكشاعر لديه مقارنات مع هاينه . عمله غير مكتمل وغير متكافئ، لكنه خالٍ بشكل فريد من السمات الخطابية لبلده الأندلس، وحماسته الغنائية ذات حلاوة وإخلاص جميلين. كما كتب بأسلوب رسال: Cartas desde mi Celda - كتب أثناء رحلاته إلى دير فيرولا - أو La Mujer de Piedra أو المسرحيات الصغيرة La novia y el pantalón . ليس من المعروف أنه كان فنانًا جرافيكًا ممتازًا. ركز معظم أعماله على عفوية الحب وعزلة الطبيعة. تعتبر أعماله، ولا سيما أعماله ريماس، من أهم الأعمال في الشعر الإسباني، حيث أثرت بشكل كبير على الأجيال التالية من الكتاب، ولا سيما الكتاب مثل أنطونيو ماتشادو وخوان رامون خيمينيز، الكتاب المنتمين إلى جيل 27، مثل فيديريكو غارسيا لوركا وخورخي غيلين والعديد من الكتاب الأمريكيين من أصل اسباني مثل روبين داريو .

## الأعمال
تم تلاوة قصائد بيكير من ذاكرته من قبل معاصريه، وأثرت بشكل كبير على الأجيال التي تلت ذلك. تم تصميم كتاب ريماس 77 لبيكر بأشكال مقطعية موجزة، موسيقية وإثارة، وقد وصل إلى بضعة آلاف من السطور، والتي تعتبر أساس الشعر الإسباني الحديث. كتب Luis Cernuda: `` هناك سمة أساسية للشاعر في بيكير: وهي التعبير بوضوح وحزم اللذين تتمتع بهما الكلاسيكيات فقط. . . يلعب بيكير في شعرنا الحديث دورًا مكافئًا لغارسيلاسو في شعرنا الكلاسيكي: وهو خلق تقليد جديد يمنحه لأحفاده. تم تأليف كتابه بعد وفاته من عدة مصادر، أولها مخطوطة لبيكير نفسه، كتاب العصافير .

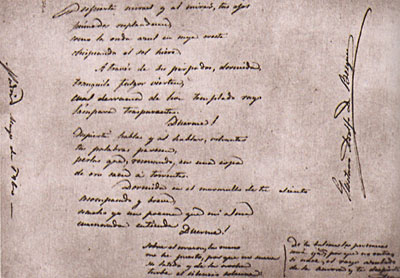
القصيدة السابع والعشرون بخط يد بيكر

Birds are a motif that shows up frequently in Bécquer's canon, such as in "Rima LIII" (Rhyme 53), where swallows appear as a sign of the end to a passionate relationship.

| Volverán las oscuras golondrinas En tu balcón sus nidos a colgar Y otra vez con el ala a sus cristales, Jugando llamarán. Pero aquellas que el vuelo refrenaban Tu hermosura y mi dicha a contemplar, Aquellas que aprendieron nuestros nombres, ¡Esas... no volverán! | The dark swallows will return to hang their nests upon your balcony. And once more with their wings to its windows, Playing, they will call. But the ones that used to slow their flight to behold your beauty and my bliss, The ones, that learned our names, Those... will not return! |

| Volverán las oscuras golondrinas En tu balcón sus nidos a colgar Y otra vez con el ala a sus cristales, Jugando llamarán. Pero aquellas que el vuelo refrenaban Tu hermosura y mi dicha a contemplar, Aquellas que aprendieron nuestros nombres, ¡Esas... no volverán! | The dark swallows will return to hang their nests upon your balcony. And once more with their wings to its windows, Playing, they will call. But the ones that used to slow their flight to behold your beauty and my bliss, The ones, that learned our names, Those... will not return! |
| | |

عبارة "Esas ... no volverán!" يظهر في الرواية العشرين Yo-Yo Boing! للشاعرة البورتوريكية جيانينا براشي، التي تشير إلى ابتلاع بيكير لوصف حزن وقلق قصة حب فاشلة.In Rhymes (Rhyme 21) Bécquer wrote one of the most famous poems in the Spanish language. The poem can be read as a response to a lover who asked what was poetry:

| ¿Qué es poesía?, dices mientras clavas en mi pupila tu pupila azul. ¡Qué es poesía! ¿Y tú me lo preguntas? Poesía... eres tú. | What is poetry? you ask, while fixing your blue pupil on mine. What is poetry! And you are asking me? Poetry... is you. |

| ¿Qué es poesía?, dices mientras clavas en mi pupila tu pupila azul. ¡Qué es poesía! ¿Y tú me lo preguntas? Poesía... eres tú. | What is poetry? you ask, while fixing your blue pupil on mine. What is poetry! And you are asking me? Poetry... is you. |
| | |

The Legends هي مجموعة متنوعة من الحكايات الرومانسية. كما يوحي الاسم، فإن معظمها له نغمة أسطورية. يصور البعض أحداثًا خارقة للطبيعة وشبه دينية (مسيحية)، مثل The Mount of the Souls و The Green Eyes و The Rose of the Passion ( تشهير بالدم ) مع إشارات إلى الطفل المقدس في la Guardia و The Miserere (أغنية دينية) . يغطي البعض الآخر الأحداث العادية إلى حد ما من منظور رومانسي، مثل The Moonlight Ray و Three Dates .
 
كما كتب بعض القطع السردية في النثر، "Narraciones"، المليئة بالخيال وعدم المصداقية، مثل "Memorias de un Pavo" (مذكرات تركيا) التي يصف فيها، كما يوحي العنوان، رحلة تركيا. من مزرعتها إلى المدينة، وشرائها للأكل، عندما يتم اكتشاف كتاباتها داخل الجسم المطبوخ بالفعل.
- دياز، خوسيه بيدرو. "Gustavo Adolfo Bécquer: vida y poesía". 2da إد. مدريد: Gredos، 1964.
- بلان، ماريو أ. "Las rimas de Bécquer: su modernidad". 1ra إد. مدريد: Pliegos، 1988.
- مونتيسينوس، رافائيل. "Bécquer: Biografía e imagen". برشلونة: RM، 1977.
- Carlos BOUSOÑO، "Las pluralidades paralelísticas en Bécquer"، en ALONSO، Dámaso y BOUSOÑO، Carlos، Seis calas en la expresión Literaria española، Madrid، Gredos، 1951.
- جيانينا براشي، "La poesía de Bécquer: El tiempo de los objetos o los espacios en la luz"، Universidad Estatal de Nueva York-Stony Brook، 1981.
- ديفيد كيه هيرزبيرجر، "النظريات الشعرية المتناقضة لبو وبيكير"، ملاحظات رومانسية، 21، (3)، 1980.
- William Samuel Hendrix، "From the Spanish of Gustavo Bécquer"، Hispania، California، V، 1922.
- بابلو مونيوز كوفاروبياس، "Garcilaso de la Vega y la Crítica Literaria de Luis Cernuda". El Colegio de México.

## روابط خارجية
- الأعمال الكاملة لبكير، بالإسبانية
- نسخة مشروحة من القوافي، باللغة الإسبانية
- مؤلفات Gustavo Adolfo Becquer في مشروع غوتنبرغ
- Works by or about Gustavo Adolfo Bécquer
- أعمال جوستابو أدولفو بيكر في ليبري فوكس </img>
- أوبرا دي بيكير نسخة محفوظة 2007-12-23 على موقع واي باك مشين. ...
- الكتب الصوتية. اقرأ واستمع على طول وقم بتنزيل القوافي والأساطير باللغة الإسبانية. (البعض بالإنجليزية) حر

- جوستابو أدولفو بيكر على موقع IMDb (الإنجليزية)
- جوستابو أدولفو بيكر على موقع الموسوعة البريطانية (الإنجليزية)
- جوستابو أدولفو بيكر على موقع ميوزك برينز (الإنجليزية)
- جوستابو أدولفو بيكر على موقع ديسكوغز (الإنجليزية)
- جوستابو أدولفو بيكر على موقع قاعدة بيانات الفيلم (الإنجليزية)